# Ray (rivier)
De rivier Ray (Vietnamees: Sông Ray) is een 55 kilometer lange rivier in Vietnam. De rivier stroomt door de provincies Đồng Nai en Bà Rịa-Vũng Tàu. Deze provincies liggen in de regio Đông Nam Bộ, zoals dit gedeelte van Vietnam genoemd wordt.
De rivier ontspringt nabij Xuân Hưng in het district Xuân Lộc. Het mondt uit in de Zuid-Chinese Zee nabij Lộc An, district Đất Đỏ in de provincie Bà Rịa-Vũng Tàu.